# Marc Planus
Marc Planus (Bordeaux, 1982. március 7. –) francia válogatott  labdarúgó, jelenleg a Bordeaux játékosa. Posztját tekintve hátvéd.

## Sikerei, díjai
Bordeaux
- Francia bajnok (1): 2008–09
- Francia kupagyőztes (1): 2012–13
- Francia ligakupagyőztes (2): 2006-07, 2008-09
- Francia szuperkupagyőztes (2): 2008, 2009